# ジェフリー・フィッツクラレンス (第5代マンスター伯爵)

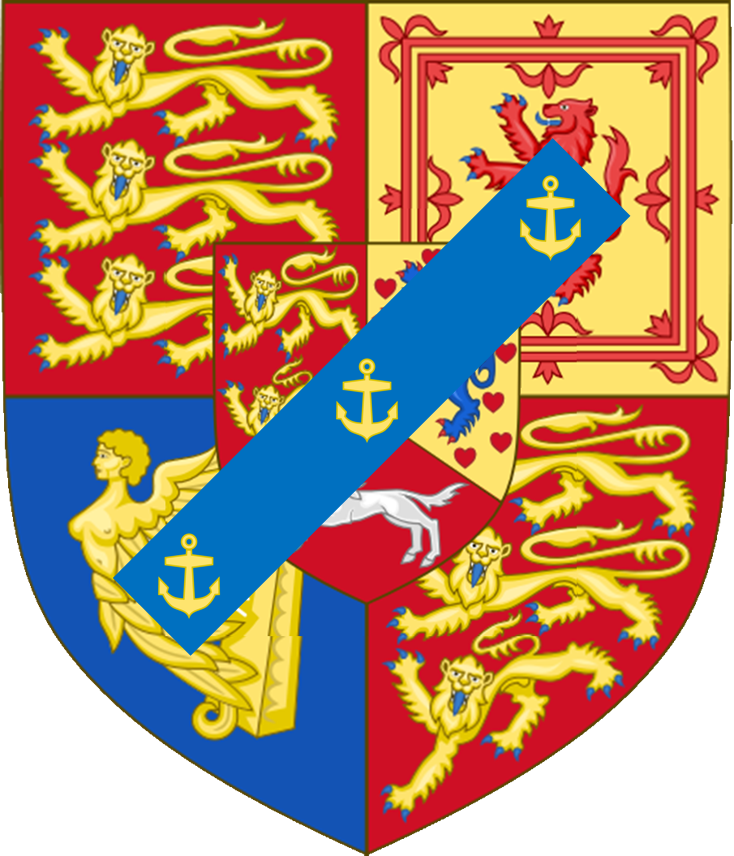
マンスター伯爵家の紋章

第5代マンスター伯爵ジェフリー・ウィリアム・リチャード・ヒュー・フィッツクラレンス（英語: Geoffrey William Richard Hugh FitzClarence, 5th Earl of Munster KBE PC、1906年2月17日 – 1975年8月27日）は、イギリスの貴族、政治家。侍従たる議員（在任：1932年 – 1938年）、主計長官（在任：1938年 – 1939年）、陸軍省政務次官（在任：1939年）、インド省政務次官（在任：1943年 – 1944年）、内務省政務次官（在任：1944年 – 1945年）、植民地省政務次官（在任：1951年 – 1954年）、無任所大臣（在任：1954年 – 1957年）を歴任した。

## 生涯
ハロルド・エドワード・フィッツクラレンス閣下（Hon. Harold Edward FitzClarence、1870年11月15日 – 1926年8月28日、第2代マンスター伯爵ウィリアム・ジョージ・フィッツクラレンスと妻ウィルヘルミナの息子）と妻フランシス・イザベル・イリナ（Frances Isabel Eleanor、旧姓ケッペル（Keppel）、1951年2月1日没、ウィリアム・ヘンリー・オーガスタス・ケッペルの娘）の息子として、1906年2月17日に生まれた。チャーターハウス・スクールで教育を受けた。
1928年1月1日に伯父オーブリーが死去すると、マンスター伯爵位を継承した。
1932年10月25日に侍従たる議員に任命され、1938年7月までに辞任した。
1938年6月15日に主計長官に就任、1939年1月まで務めた。
1939年1月から9月まで陸軍省政務次官を務めた。1939年1月31日に陸軍本部の副議長に任命され、同じく同年9月まで務めた。
1939年9月8日、少尉としてグレナディアガーズへの配属が発表され、のちに大尉に昇進した。同年から1941年まで第6代ゴート子爵ジョン・ヴェレカーのエー＝ド＝カン（副官）を務めた。
1943年1月から1944年10月までインド省政務次官を務めた。1944年10月から1945年7月まで内務省政務次官を務めた。
1951年10月から1954年10月まで植民地省政務次官を務めた。
1954年から1957年1月まで/1954年10月から1957年6月まで無任所大臣を務めた。1954年に枢密顧問官に任命され、1957年女王誕生日記念叙勲において1957年6月13日に大英帝国勲章ナイト・コマンダーを授与された。
1957年8月6日にサリー統監に任命され、1973年3月12日に辞任した。
1975年8月27日に死去、いとこのエドワード・チャールズが爵位を継承した。

## 家族
1928年7月9日、ヒラリー・ウィルソン（Hilary Wilson、1903年3月9日 – 1979年、ケネス・ウィルソンの娘）と結婚した。

## 関連文献
- "No. 34658". The London Gazette (英語). 25 August 1939. p. 5848.